# 甘肃银行
甘肃银行 （港交所：2139）是中华人民共和国甘肃省的一家省级法人股份制商业银行，于2011年11月19日正式营业，总部设在甘肃省兰州市。甘肃银行是由原平凉市商业银行和原白银市商业银行合并重组而成，曾定名为敦煌银行。
截至2016年末，甘肃银行在全省地级市设有分行。资产总额为2035.9亿元，存款余额1638.6亿元。
2017年12月至2018年1月，甘肅銀行進行公開招股，發售22.12億股H股，每股發售價介乎2.61至2.77港元。